# Devit
데브잇(영어: Devit)은 소프트웨어 산업에 있어서 비효율적인 비용을 절감하여 IT기술을 이용하는 모든이에게 편리를 제공하고, 오픈소스 연구 및 개발, 소프트웨어 개발을 목표로 하는 대한민국의 기업이다.

## 역사
2018년, 'Devit'(데브잇)이라는 이름으로 웹/(보안)소프트웨어 개발 서비스를 시작하였다.  이는 Dev와 IT의 합성어로 개발의 약자인 Develop과 정보기술의 약자인 Information Technology의 의미를 합성한 이 단어는 "정보기술분야를 개발하겠다"라는 설립목표를 가지고있다.